# Forspoken
Forspoken est un jeu vidéo d'action-RPG développé par Luminous Productions, une filiale de Square Enix. Initialement prévu pour sortir le 24 mai 2022 puis le 11 octobre 2022, le jeu est sorti le 24 janvier 2023 sur Microsoft Windows et PlayStation 5.
Le joueur incarne la protagoniste Frey Holland qui utilise des pouvoirs magiques pour survivre dans un monde fantastique. Selon le réalisateur Takeshi Aramaki, le gameplay est axé sur la vitesse et la fluidité de la traversée du terrain. Square Enix a également décrit le jeu comme une « aventure narrative ». Plus tôt dans le développement, il était connu sous le titre Project Athia.

## Trame
Le joueur incarne une orpheline new-yorkaise du nom d'Alfre "Frey" Holland (VO: Ella Balinska, VF : Fily Keita), qui se retrouve téléportée mystérieusement dans le monde d'Athia. Désormais seule dans une contrée magnifique mais néanmoins hostile, Frey, avec l'aide de son nouvel ami cynique, un bracelet magique et conscient qui répond au nom de Krav, va devoir combattre de monstrueuses créatures et découvrir des secrets enfouis en elle.

## Accueil
Forspoken reçoit un accueil mitigé de la presse sur l'agrégateur de notes Metacritic. Au mois de janvier 2023, le jeu a été le cinquième jeu le plus téléchargé sur le PlayStation Store européen et le septième dans le PlayStation Store américain.